# Ina Bartmann
Ina Bartmann (* 1. April 1965 in Hoyerswerda) ist eine deutsche politische Beamtin (CDU). Sie ist seit 2024 Staatssekretärin im Ministerium für Infrastruktur und Landesplanung des Landes Brandenburg.

## Leben

### Ausbildung und Persönliches
Bartmann studierte und erlangte 1986 einen Abschluss im Fachbereich Bauingenieurwesen an der Ingenieurschule in Cottbus. Im Jahr 2008 wurde sie mit einer Arbeit über „Das Henkel-Werk in Düsseldorf-Holthausen 1900-1940 – ein aussergewöhnlicher Unternehmer und sein Architekt“ an der Bergischen Universität Wuppertal zum Dr. promoviert. Zudem schloss sie 2012 ein Studium des Human Resource Management an der Ruhr-Universität Bochum ab und ging berufsbegleitend einem Aufbaustudium im Fachbereich Architektur, Städtebau, Stadtbild-, Umfeld-, Baudenkmalpflege an der Fachhochschule Köln nach.
Sie ist verheiratet und hat zwei Töchter.

### Werdegang und Politik
Bartmann begann ihre Laufbahn beim Generalbauunternehmen in Fürstenwalde und Berlin und danach in einem Architekturbüro und in der Kommunalverwaltung. Anschließend arbeitete sie mehrere Jahre in der Privatwirtschaft. Daraufhin wechselte sie ins Bundesministerium für Verkehr, Bau und Stadtentwicklung in Bonn in die Abteilung Bauwesen, Bauwirtschaft und Bundesbauten. Nach weiteren Stationen in der Landesverwaltung Nordrhein-Westfalen sowie als Fachbereichsleiterin Stadtentwicklung und Immobilien bei der Stadt Tönisvorst kehrte Bartmann zur Bundesverwaltung zurück. So war sie von 2020 bis 2023 Leiterin der Abteilung Klimaschutz Gebäude, Energie-Info-Center, Anpassungsgeld im Bundesamt für Wirtschaft und Ausfuhrkontrolle und von 2023 bis 2024 Vorstandsvorsitzende des Landesbetriebes Straßenwesen Brandenburg.
Mit Bildung des Kabinetts Woidke IV am 11. Dezember 2024 wurde Bartmann unter Minister Detlef Tabbert (BSW) zur Staatssekretärin im Ministerium für Infrastruktur und Landesplanung des Landes Brandenburg ernannt.
Bartmann ist Mitglied der CDU. Seit Juni 2025 ist sie Vorsitzende des Aufsichtsrates des Verkehrsverbund Berlin-Brandenburg (VBB).